# Kawakita Saika
Kawakita Saika (河北 彩花 (Hà-Bắc Thái-Hoa) 24 tháng 4 năm 1999 –) là một nữ diễn viên khiêu dâm người Nhật Bản. Cô đến từ Chiba. Cô thuộc về công ti Cruise Group.

## Sự nghiệp

### Từ khi vào ngành đến nghỉ việc
Tháng 4/2018, cô ra mắt ngành phim khiêu dâm với phim "Tân binh NO.1 STYLE Kawakita Saika ra mắt ngành phim khiêu dâm"  (新人NO.1STYLE 河北彩花AVデビュー). Khẩu hiệu của cô là "Một cô gái xinh đẹp quý phái ngoài đường với tính cách minh bạch".
Tháng 6 cùng năm, Tokyo Sports thông báo doanh số phim khiêu dâm của cô xếp thứ 1 (lần ra mắt ngành thứ nhất) và thứ 4 (lần ra mắt ngành thứ hai) trong bảng xếp hạng số lượng phim khiêu dâm bán ra.
Phim của cô xếp thứ 1 trong bảng xếp hạng phim hàng năm của FANZA Video, ngoài ra cô cũng có 3 phim nằm trong 10 vị trí đầu tiên của bảng.

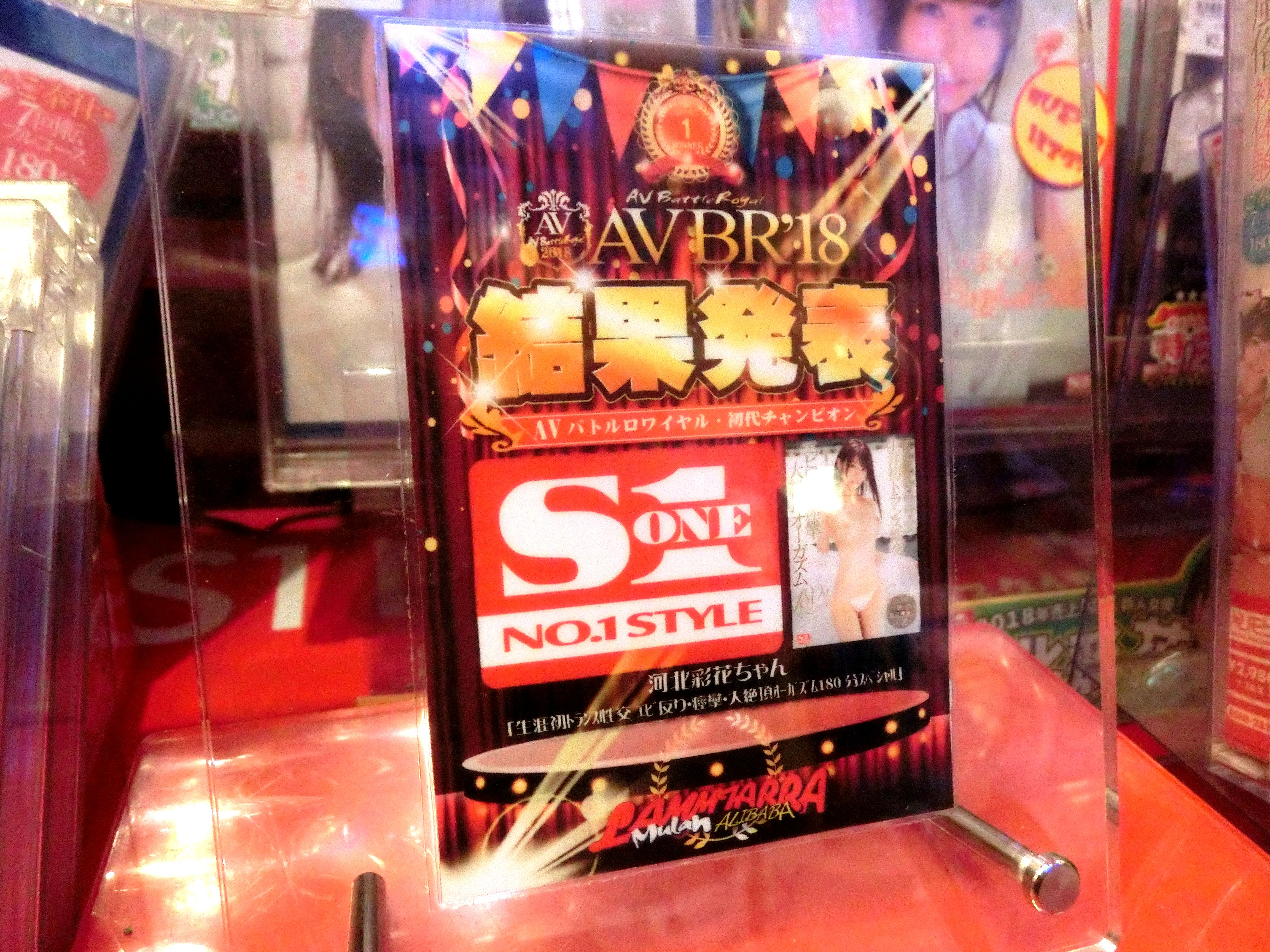
Bảng kỉ niệm Giải thưởng AVBR'18

Phim "180 phút đặc biệt Kawakita Saika lần đầu thử một tổ hợp quan hệ tình dục uốn người kiểu tôm/co giật/xuất tinh mạnh khi cực khoái" (河北彩花 生涯初トランス性交 エビ反り・痙攣・大絶頂オーガズム180分スペシャル) của cô nhận giải AV Battle Royale 2018 được tài trợ bởi Lammtarra Group.
12/5/2019, phim "Tân binh NO.1 STYLE Kawakita Saika ra mắt ngành phim khiêu dâm" nhận giải Hình ảnh tốt nhất trong hạng mục video và băng đĩa cho thuê của Giải thưởng phim người lớn FANZA 2019.
Cô đã dừng xuất bản phim khiêu dâm vào cuối tháng 3/2019, và vào tháng 10/2019, tờ báo Hồng Kông Đông phương Nhật báo thông báo rằng cô là một trong "năm nữ diễn viên khiêu dâm đã nghỉ việc" (theo Học viện Phim khiêu dâm). Cô sau đó nói rằng cô đã nghỉ việc vì cô "bị một người quen tìm ra".

### Sự trở lại
18/6/2021, mặt trước ấn bản tháng 8 của thông báo hàng tháng của FANZA được đăng tải và trên đó thông báo về sự trở lại của một nữ diễn viên khiêu dâm. Phim đầu tiên sau khi quay trở lại của cô sẽ được phát hành vào ngày 19/7. Một phiên bản của đạo diễn tổng hợp cắt ra từ những bộ phim của cô hiện tại cũng sẽ được phát hành. Ảnh áo tắm của cô được đăng tải lần đầu tiên trong ấn bản ngày 17 và 24/8/2021 trong tạp chí FLASH của Kobunsha (chụp bởi Tagawa Yūichi). Trong cùng ấn bản đó, cô xếp thứ 13 trong "Bảng xếp hạng FLASH 2021 diễn viên nữ gợi cảm chọn bởi 300 độc giả".
Năm 2021, phim đầu tiên khi trở lại của cô "Kawakita Saika Re:start!" được ghi trong mục phim khiêu dâm S1 bán chạy nhất trong tạp chí Playboy hàng tuần. Trong bảng xếp hạng bán hàng qua bưu điện của FANZA, phim đó nằm trong vị trí thứ nhất liên tiếp trong tuần từ 18 đến 25/10. Vào tháng 12, cô cũng nhận giải Nữ diễn viên xuất sắc nhất của Giải Pre-Adult hàng tuần 2021. Cô đứng thứ 1 trong bảng xếp hạng nữ diễn viên gợi cảm năm 2021 của tạp chí Kobunsha FLASH. Cô xếp thứ 1 trong bảng xếp hạng nữ diễn viên khiêu dâm nửa cuối năm 2021 theo thông cáo hàng tháng của FANZA. Cô xếp thứ 1 trong thông cáo hàng tháng của FANZA "Diễn viên khiêu dâm này thật tuyệt! mùa đông 2021".
Tháng 5/2022 cô xếp thứ 11 trong bảng "bầu cử nữ diễn viên phim khiêu dâm SEXY đang hoạt động 2022" của Asahi Geino. Cô xếp thứ 1 trong bảng xếp hạng nữ diễn viên khiêu dâm nửa đầu năm 2022 theo thông cáo hàng tháng của FANZA. Trong bảng, 5 trong số 10 vị trí đứng đầu là phim của Saika.
Vào ngày 28/7, cô lần đầu xuất hiện với tư cách ca sĩ tại buổi diễn "Hãy gặp nhau trên mặt trăng vol.49" tổ chức tại Sangenjaya Grapefruit Moon ở Tokyo. Cô đã hát 9 bài bao gồm các bài theo yêu cầu.
Tháng 9/2022, cô xếp thứ 1 trong bảng xếp hạng bán hàng qua bưu điện hàng tháng của FANZA. Trong tuần từ ngày 14/11 đến ngày 21/11 cùng năm, phim của cô "Vị thần khỏa thân Kawakita Saika" (裸神 河北彩花) đã lần đầu tiên xếp thứ 1 và đã giữ vị trí đó trong 2 tuần liên tiếp trong bảng xếp hạng bán hàng qua bưu điện hàng tuần của FANZA. Tháng 12 cùng năm, cô nhận giải Asa-Gei áo tắm tại Giải thưởng phim khiêu dâm Asa-Gei 2022 được tài trợ bởi Asahi Geinō trực thuộc Tokuma Shoten.
Tháng 12/2022, phim của cô "Quan hệ tình dục cực khoái, chất dịch cơ thể hòa lẫn/tràn ra" (シン・交わる体液、濃厚セックス) đã xếp thứ nhất trong "Bảng xếp hạng số lượng phim khiêu dâm bán ra năm 2022" của Asahi Geinō, vì thế cô đã có hai thành công sau phim đầu tiên trở lại của cô năm trước. Ngoài ra, toàn bộ 10 phim trong toàn bộ sự nghiệp của cô đều nằm trong 30 vị trí đầu của bảng. Theo FANZA, kể từ khi cô trở lại ngành vòa tháng 7/2021, cô đã đứng đầu bảng xếp hạng số sản phẩm bán ra theo nữ diễn viên trong ba kì liên tiếp từ nửa đầu năm 2021 đến nửa cuối năm 2022. Oki Tengū, tổng biên tập hàng tháng của FANZA đã bình luận rằng: "Điều này thật tuyệt vời như thế nào trong một ngành phim khiêu dâm luôn thay đổi".
Vào năm 2023, số sản phẩm bán ra của cô vẫn giữ ở mức cao, và cô đã xếp thứ 1 trong bảng xếp hạng nữ diễn viên khiêu dâm hàng tháng trên sàn bán hàng qua bưu điện của FANZA vào tháng 1, tháng 2, tháng 8, và tháng 11.
Tháng 5/2023, cô xếp thứ 4 trong bảng "bầu cử nữ diễn viên phim khiêu dâm SEXY đang hoạt động 2023" của Asahi Geinō. Mặc dù số lượt bình chọn từ đối tượng người lớn tuổi cho cô khá thấp, nó đã tăng đều đặn so với năm trước và số lượt bình chọn cho cô đã vượt qua các tượng đài như Sakura Mana, Mikami Yua và Aoi Tsukasa.
15/6/2023, một buỗi diễn độc tấu trực tiếp của cô sẽ được tổ chức sau khoảng 1 năm tại Sangenjaya Grapefruit Moon ở Tokyo. Cô đã hát 9 bài bao gồm "My Place" của Nishino Kana, người cô đặc biệt hâm mộ.
Phim của cô "Kẻ rình mò Kawakita Saika" đã vươn lên xếp thứ 2 ngay khi vừa phát hành trên bảng xếp hạng sàn bán hàng qua bưu điện của FANZA trong tuần ngày 18/12. Video hình ảnh của cô "Ngày nghỉ của công chúa Kawakita Saika" cũng đã vươn lên xếp thứ 1 ngay khi vừa phát hành, dẫn đến một điều đặc biệt khi video hình ảnh và phim khiêu dâm của cô đều giữ hai vị trí đầu. Cô cũng đã xếp thứ 1 trong bảng xếp hạng nữ diễn viên hàng tháng trên sàn bán hàng qua bưu điện FANZA vào tháng 12.
Cô đã không giữ được vị trí đầu của "Bảng xếp hạng số lượng phim khiêu dâm bán ra 2023" của Asahi Geinō trong 3 năm liên tiếp, tuy nhiên phim của cô "Ở cùng với người sếp trung niên dâm dục người tôi né tránh trong một chuyến công tác" (出張先で軽蔑している中年セクハラ上司と～) đã xếp thứ 3 theo số lượng bán ra trong năm, ngoài ra 10 phim của cô cũng đã nằm trong 35 vị trí đầu của bảng.

## Đời tư
Sở thích của cô là xem phim và nhạc kịch.
Kĩ năng đặc biệt của cô là nhớ đường đi. Cô đã chỉ cần tập nhớ đường mình đi một lần đã thành thạo, và cô tự tin về trí nhớ bản thân.
Cô có khuôn mặt em bé, cao 169 cm, cao hơn bạn diễn Yoshimura Taku.
Cô xem phim khiêu dâm lần đầu khi đến nhà bạn khi học cấp hai. Cô cho rằng các kiểu quan hệ trông rất kinh tởm và không xem thêm bộ phim khiêu dâm vào đến khi vào ngành. Sau khi học trung học, cô tập trung vào bóng rổ, và vì cô bị cấm hẹn hò, cô chỉ quan hệ tình dục một lần trước khi vào ngành khi học năm đầu cấp ba (với một đàn anh trong đội bóng đá). Một trong những lí do cô vào ngành là cô có nhiều kĩ năng hóa trang do cô chỉ tham gia vào các hoạt động câu lạc bộ tại trường, vì thế cô thường xuyên không mặc đồng phục trường.
Trước khi quay trở lại ngành, cô đã trở thành một nữ diễn viên phông bạt bên ngoài, vì thế không có đoạn video xem mẫu của các phim của cô vì ý muốn nhà sản xuất và một số ảnh tĩnh của cô trên trang web không được công bố. Nhà văn phim khiêu dâm Higashifu Katsutomo bình luận rằng "Ngoài phim của cô, thật là bí ẩn vì không có thông tin nào khác về cô. Ngay cả khi không có video mẫu, cô vẫn nổi tiếng đến đáng sợ."
Sau khi nghỉ việc diễn viên khiêu dâm, cô làm việc cho một công ti thường, nhưng cô cảm thấy công ti đó không đãi ngộ tốt như khi làm nữ diễn viên khiêu dâm. Cô cảm thấy càng đóng phim khiêu dâm chăm chỉ, chất lượng phim càng cao, và cô quyết định trở lại ngành vì cô muốn thử sức.
Nhà sản xuất phim khiêu dâm Tomoko đã miêu tả cô rằng "Mọi thứ thật hoàn hảo, từ khuôn mặt, cơ thể và diễn xuất, nên ngay cả khi cô không hợp vai, sự gợi tình của cô vẫn ở đó. Ngay cả khi cô không diễn gì cả phim vẫn sẽ bán được" và đã nói thêm rằng "Đằng sau chiều cao và sự xinh đẹp ấy, cô ấy thiếu tự tin về bản thân".